# Push and Shove
Push and Shove — шестой студийный альбом американской рок-группы No Doubt. Релиз состоялся 21 сентября 2012 года на лейбле Interscope Records. Пластинка является возвращением группы, поскольку с момента выхода Rock Steady прошло десять лет. Подарочное издание Push and Shove содержит акустические версии нескольких песен и ремиксы на них, а также бонус-трек «Stand and Deliver», записанный в 2009 году.
Альбом дебютировал на третьем месте чарта Billboard 200, разойдясь тиражом в 115 000 копий за первую неделю продаж. Первый сингл «Settle Down» вышел в июле 2012 года и смог добраться до 34-го места в Billboard Hot 100. Заглавный трек, записанный при участии продюсера Major Lazer и регги-исполнителя Busy Signal, был выпущен в следующем месяце в качестве промосингла. «Looking Hot» стал вторым синглом с пластинки.

## Предыстория
No Doubt выпустила свой пятый альбом Rock Steady в декабре 2001 года. было продано 3 000 000 копий пластинки, и она стала дважды платиновой по версии RIAA. В апреле 2003 года группа приостановила свою деятельность, чтобы её участники смогли провести время с со своими семьями до начала работы над компиляцией Everything in Time, сборника The Singles 1992–2003 и бокс-сета Boom Box, включавшего в себя The Singles 1992—2003, Everything in Time, The Videos 1992–2003 и Live in the Tragic Kingdom, которые должны были выйти в то же время. Главной причиной перерыва было то, что в начале 2003 года Гвен Стефани начала работу над сольной карьерой, в ходе которой были выпущены альбомы Love. Angel. Music. Baby. (22 ноября 2004 год) и The Sweet Escape (4 декабря 2006 года).
Когда певица занималась продвижением The Sweet Escape, остальные участники группы начали работу над альбомом без неё, и планировали закончить до окончания The Sweet Escape Tour. В марте 2008 года Гвен сообщила о начале написания песен для нового альбома No Doubt, но процесс затянулся из-за её беременности. Менеджер группы Джим Гуеринот объявил о том, что продюсером пластинки будет Марк 'Спайк' Стент, занимавшийся продюсированием и микшированием Rock Steady. В 2008 году группа не выступала с концертами, но Джим пообещал концертное турне в 2009 году, впервые за пять лет. No Doubt анонсировали летнее турне совместно с группами Paramore, The Sounds, Janelle Monáe, Bedouin Soundclash, Кэти Перри, Panic! at the Disco, и Мэттом Коста после завершения работы над альбомом, который должен был выйти в 2010 году. Билеты появились в продаже 7 марта 2009 года..

## Запись альбома
В мае 2010 года группа начала студийную работу над Push and Shove. Стефани заявила о том, что хочет завершить работу к декабрю 2010 года. 4 января 2011 года Том Дюмон опубликовал на официальном сайте группы, что большую часть 2010 года музыканты были заняты написанием песен и записью демо, и что «настоящие» сессии начнутся сегодня.

## Релиз и продвижение
4 мая 2012 года группа анонсировала свой шестой студийный альбом, датой выхода которого станет 25 сентября 2012 года. Спустя месяц было объявлено его название — Push and Shove. Песня «Push and Shove» вышла в качестве промосингла 29 августа.
Обложка пластинки была создана художником граффити Майлсом «Мак» макгрегором («El Mac») на базе фотографии самой группы No Doubt.

### Синглы
«Settle Down» стала первым синглом, вышедшим 16 июля 2012 года. Видеоклип был снят за неделю с 11 июня, режиссёром стала Софи Мюллер, не раз до этого снимавшие клипы для No Doubt. Видео о съёмках вышло 30 июня.. Первое концертное исполнение композиции состоялось 22 июля на церемонии Teen Choice Awards. Позже были выступления 26 июля в программе Late Night with Jimmy Fallon и 27 июля в Good Morning America.
«Looking Hot» был выпущен в качестве второго официального сингла. Песня попала в ротацию на американские радиостанции формата contemporary hit radio 6 ноября. Группа выступила с композицией в программе The X Factor UK on November 4, 2012. Видеоклип был представлен 2 ноября, и сразу же подвергся критике в социальных сетях за вольное использование индейской тематики. День спустя видео было удалено с официального сайта группы, а её участники опубликовали заявление с извинениями, в котором подчеркнули, что «не хотели оскорбить, обидеть или опошлить представителей коренного населения Америки, их культуру или их историю»

## Приём

### Реакция критики
Push and Shove получил в основном положительные отзывы у музыкальной прессы. Агрегатор рецензий Metacritic на основе 23 обзоров дал пластинке 61 балл из 100.

### Коммерческие показатели
Push and Shove дебютировал на третьем месте чарта Billboard 200, разойдясь за дебютную неделю в количестве 115 000 копий. В UK Albums Chart альбом стартовал на 16 месте с 6 635 проданными копиями. В Канаде альбом с проданными 8 000 копиями попал на пятую позицию в Canadian Albums Chart.

## Список композиций
| №                   | Название                                                 | Автор(ы)                                                                        | Продюсер(ы)                           | Длительность |
| ------------------- | -------------------------------------------------------- | ------------------------------------------------------------------------------- | ------------------------------------- | ------------ |
| 1.                  | «Settle Down»                                            | Гвен Стефани, Тони Канэл, Том Дюмон                                             | Mark "Spike" Stent                    | 6:01         |
| 2.                  | «Looking Hot»                                            | Стефани, Канэл, Дюмон                                                           | Stent, Anthony Gorry (add.)           | 4:43         |
| 3.                  | «One More Summer»                                        | Стефани, Канэл, Дюмон                                                           | Stent                                 | 4:39         |
| 4.                  | «Push and Shove» (при участии Busy Signal и Major Lazer) | Стефани, Канэл, Дюмон, Реанно Гордон, Томас Пенц, Дэвид Тейлор, Ариэль Речтшейд | Stent, Major Lazer, Rechtshaid (add.) | 5:07         |
| 5.                  | «Easy»                                                   | Стефани, Канэл, Дюмон                                                           | Stent                                 | 5:10         |
| 6.                  | «Gravity»                                                | Стефани, Канэл, Дюмон                                                           | Stent, Gorry (add.)                   | 4:25         |
| 7.                  | «Undercover»                                             | Стефани, Канэл, Дюмон                                                           | Stent                                 | 3:32         |
| 8.                  | «Undone»                                                 | Стефани, Канэл, Дюмон                                                           | Stent                                 | 4:38         |
| 9.                  | «Sparkle»                                                | Стефани, Дэвид Стюарт, Дюмон                                                    | Stent                                 | 4:08         |
| 10.                 | «Heaven»                                                 | Стефани, Канэл, Дюмон                                                           | Stent                                 | 4:06         |
| 11.                 | «Dreaming the Same Dream»                                | Стефани, Канэл, Дюмон                                                           | Stent                                 | 5:27         |
| Общая длительность: | Общая длительность:                                      | Общая длительность:                                                             | Общая длительность:                   | 51:50        |

| №   | Название                          | Автор(ы)              | Продюсер(ы) | Длительность |
| --- | --------------------------------- | --------------------- | ----------- | ------------ |
| 12. | «Settle Down» (Jonas Quant Remix) | Стефани, Канэл, Дюмон | Stent       | 4:33         |

| №                   | Название                                             | Автор(ы)                                                  | Продюсер(ы)                           | Длительность |
| ------------------- | ---------------------------------------------------- | --------------------------------------------------------- | ------------------------------------- | ------------ |
| 1.                  | «Stand and Deliver»                                  | Adam Ant, Marco Pirroni                                   | Stent                                 | 3:22         |
| 2.                  | «Settle Down» (Acoustic — Santa Monica Sessions)     | Стефани, Канэл, Дюмон                                     | No Doubt                              | 4:03         |
| 3.                  | «Looking Hot» (Acoustic — Santa Monica Sessions)     | Стефани, Канэл, Дюмон                                     | No Doubt                              | 4:21         |
| 4.                  | «One More Summer» (Acoustic — Santa Monica Sessions) | Стефани, Канэл, Дюмон                                     | No Doubt                              | 4:20         |
| 5.                  | «Easy» (Acoustic — Santa Monica Sessions)            | Стефани, Канэл, Дюмон                                     | No Doubt                              | 4:48         |
| 6.                  | «Looking Hot» (Jonas Quant Remix)                    | Стефани, Канэл, Дюмон                                     | Stent, Gorry (add.)                   | 4:49         |
| 7.                  | «One More Summer» (Jonas Quant Remix)                | Стефани, Канэл, Дюмон                                     | Stent                                 | 4:36         |
| 8.                  | «Push and Shove» (Anthony Gorry Remix)               | Gordon, Pentz, Taylor, Rechtshaid                         | Stent, Major Lazer, Rechtshaid (add.) | 5:34         |
| 9.                  | «Settle Down» (Baauer Remix) (iTunes pre-order only) | Stefani, Kanal, Dumont, Gordon, Pentz, Taylor, Rechtshaid | Stent, Major Lazer, Rechtshaid (add.) | 3:18         |
| Общая длительность: | Общая длительность:                                  | Общая длительность:                                       | Общая длительность:                   | 35:50        |

Примечание
- В США делюкс-издание альбома доступно только в магазинах сети Target.[33]

## Чарты
| Чарт(2012)            | Наивысшее место |
| --------------------- | --------------- |
| Австралия             | 8               |
| Австрия               | 11              |
| Бельгия (Фландрия)    | 41              |
| Бельгия (Валлония)    | 44              |
| Канада                | 5               |
| Хорватия              | 33              |
| Чехия                 | 48              |
| Нидерланды            | 28              |
| Франция               | 33              |
| Германия              | 11              |
| Греция                | 26              |
| Ирландия              | 23              |
| Италия                | 37              |
| Япония                | 44              |
| Мексика               | 32              |
| Новая Зеландия        | 11              |
| Норвегия              | 32              |
| Шотландия             | 18              |
| Южная Корея           | 45              |
| Испания               | 30              |
| Швеция                | 55              |
| Швейцария             | 9               |
| UK Albums Chart       | 16              |
| US Billboard 200      | 3               |
| US Alternative Albums | 3               |
| US Rock Albums        | 3               |

| Чарт (2012)           | Место |
| --------------------- | ----- |
| US Billboard 200      | 155   |
| US Alternative Albums | 25    |
| US Rock Albums        | 46    |

## История релиза
| Страна         | Дата                  | Лейбл              | Формат(ы)                    | Издание(я)          |
| -------------- | --------------------- | ------------------ | ---------------------------- | ------------------- |
| Австралия      | 21 сентября 2012 года | Universal Music    | CD, Цифровая дистрибуция     | Стандартное, делюкс |
| Германия       | 21 сентября 2012 года | Universal Music    | CD, Цифровая дистрибуция     | Стандартное, делюкс |
| Нидерланды     | 21 сентября 2012 года | Universal Music    | CD, Цифровая дистрибуция     | Стандартное, делюкс |
| Франция        | 24 сентября 2012 года | Universal Music    | CD, Цифровая дистрибуция     | Стандартное, делюкс |
| Великобритания | 24 сентября 2012 года | Polydor Records    | CD, Цифровая дистрибуция     | Стандартное, делюкс |
| США            | 25 сентября 2012 года | Interscope Records | CD, LP, цифровая дистрибуция | Стандартное, делюкс |
| Канада         | 25 сентября 2012 года | Universal Music    | CD, LP, цифровая дистрибуция | Стандартное, делюкс |
| Италия         | 25 сентября 2012 года | Universal Music    | CD, цифровая дистрибуция     | Стандартное, делюкс |
| Польша         | 25 сентября 2012 года | Universal Music    | CD, цифровая дистрибуция     | Стандартное, делюкс |
| Япония         | 26 сентября 2012 года | Universal Music    | CD, цифровая дистрибуция     | Стандартное, делюкс |
| Швеция         | 26 сентября 2012 года | Universal Music    | CD, цифровая дистрибуция     | Стандартное, делюкс |
| Германия       | 5 октября 2012 года   | Universal Music    | LP                           | Стандартное         |
| Нидерланды     | 5 октября 2012 года   | Universal Music    | LP                           | Стандартное         |
| Франция        | 8 октября 2012 года   | Universal Music    | LP                           | Стандартное         |
| Швеция         | 8 октября 2012 года   | Universal Music    | LP                           | Стандартное         |